# سیارک ۷۵۳۱
سیارک ۷۵۳۱ (به انگلیسی: 7531 Pecorelli، نامگذاری:1994SC) هفت هزار و پانصد و سی و یکمین سیارک کشف شده‌است که در ۲۴ سپتامبر ۱۹۹۴ کشف شد.